# Portico e San Benedetto
Portico e San Benedetto es un municipio situado en el territorio de la provincia de Forlì-Cesena, en Emilia-Romaña (Italia).

## Demografía
| Gráfica de evolución demográfica de Portico e San Benedetto entre 1861 y 2001 |
|                                                                               |
| Fuente ISTAT - elaboración gráfica de Wikipedia                               |